# .vu
‎.vu‏ دامنه اینترنتی کشور کوچک چزیره‌ای وانواتو (به انگلیسی: Vanuatu) واقع در اقیانوس آرام است.